# طارق إبراهيم
طارق إبراهيم (1938 - 2021) هو فنان تشكيلي عراقي، ولد في بغداد، وأكمل دراسته فيها، تتلمذ على أيدي الفنانين التشكيليين العراقيين أمثال جواد سليم وفائق حسن في معهد الفنون الجميلة في جامعة بغداد عام 1953، وحصل على شهادة في النحت عام 1959، حصل على بعثة لدراسة الفن في الاتحاد السوفيتي ولكن لم يتيح له السفر لعدم وجود مقاعد شاغرة، لذلك أختار البعثة الى الصين لإكمال دراسته في فن السيراميك لمدة خمس سنوات، وتخرج من قسم السيراميك في المعهد المركزي للفنون التطبيقية في بكين عام 1964، سافر الى موسكو ليدرس فن السيراميك، وعمل خبيرًا لفن السيراميك في أحد المعامل المتخصصة عندما سافر إلى كوبا حيث قضى فيها ثلاث سنوات ونصف، بعدها قرر العودة للعراق في عام 1969، وعُين أستاذًا لفرع السيراميك في أكاديمية الفنون الجميلة في جامعة بغداد بين 1970 - 1979، وفي بداية الثمانينات غادر العراق.

## المعارض
أقام العديد من المعارض من عام 1972 حتى عام 2018 في العراق وخارجه، ومنها:
- مشارك في معرض الفن العراقي المعاصر في المتحف الوطني للفن الحديث في بغداد عام 1972.
- مشارك في المعرض المشترك لسبعة فنانين عراقيين في المركز الثقافي العراقي في لندن 1977.
- معرض شخصي في كاليري سلطان في الكويت 1979.
- مشارك في معرض لخمسة فنانين عراقيين في دبي 1997.

## وفاته
توفي الفنان طارق إبراهيم في 25 أبريل/نيسان 2021 في ولاية فيلادلفيا، الولايات المتحدة.